# Gigant (nagroda)
Gigant – nagroda przyznawana corocznie (od 1993) przez poznańską redakcję Gazety Wyborczej za poznański styl pracy.
Nagrodę przekazuje się w połowie listopada osobom z różnych środowisk – świeckich i duchownych, niezależnie od miejsca zamieszkania. Kryterium oceny, według Stanisława Barańczaka, jest solidność w działaniu, pracowitość, a także śmiałość i odwaga w poszukiwaniu nowych dróg czy też rozwiązań istniejących problemów. 

## Lista osób nagrodzonych
- 1993 – Janusz Lewandowski, polityk;
- 1994 – Stanisław Barańczak, pisarz i poeta;
- 1995 – Tadeusz Mazowiecki, polityk;
- 1996 – Krzysztof Wielicki, himalaista;
- 1997 – o. Jan Góra, zakonnik;
- 1998 – Andrzej Maleszka, reżyser;
- 1999 – Tomasz Herkt, trener koszykarski;
- 2000 – prof. Stefan Stuligrosz, dyrygent;
- 2001 – Szymon Ziółkowski, sportowiec;
- 2002 – ks. Tomasz Węcławski, teolog;
- 2003 – prof. Anna Wolff-Powęska, historyk;
- 2004 – Krystyna Feldman, aktorka;
- 2005 – Janusz Pałubicki, polityk;
- 2006  – nagrody nie wręczono;
- 2007 – Andrzej Wituski, prezydent Poznania;
- 2008 – Krzysztof Grabowski, wokalista;
- 2009 – Maciej Frankiewicz, opozycjonista (pośmiertnie, nagrodę wręczono wdowie);
- 2010 – Michał Merczyński, animator kultury;
- 2011 – Jan A.P. Kaczmarek, kompozytor.
- 2012 – Andrzej Byrt, ekonomista i dyplomata;
- 2013 – nagrody nie wręczono;
- 2014 – ks. Eda Jaworski, działacz społeczny;
- 2015 – Solange Olszewska, przedsiębiorca;
- 2016 – Andrzej Białas, działacz społeczny;
- 2017 – Dorota Raczkiewicz, działaczka społeczna;
- 2018 – prof. Sławomira Wronkowska-Jaśkiewicz, prawniczka;
- 2019 – Witold Horowski, działacz społeczny;
- 2020 – Grupa Stonewall, stowarzyszenie wspierające osoby LGBT.